# (36434) 2000 PA19
2000 PA19 (asteroide 36434) é um asteroide da cintura principal. Possui uma excentricidade de 0.13348380 e uma inclinação de 4.60836º.
Este asteroide foi descoberto no dia 1 de agosto de 2000 por LINEAR em Socorro.